# Josef Räuscher
Josef Ludwig Räuscher (* 10. August 1889 in Hainfeld bei St. Pölten (Niederösterreich); † 23. Januar 1937 in St. Pölten), meist nur Josef Räuscher, war ein deutsch-österreichischer Journalist und Radiopionier. Er war der erste Chefredakteur der Nachrichtenzentrale des deutschen Rundfunks (1926–32).
Er veröffentlichte außer mit Klarnamen unter den Pseudonymen Georg Antenna, Radiator, Viator, Dr. H. Sehann, Rudolf Jantzen und Rosinenmann.

## Leben
Sein Vater Josef Räuscher (1863–1930) war Pädagoge. Nach ihm ist in St. Pölten die Räuschergasse benannt, weil er als Inspektor, Direktor und Schulrat das gewerbliche Berufsschulwesen ausbaute. Katholisch erzogen, studierte der Sohn an der Universität Wien Germanistik und Philologie. 1912 schloss er das Studium mit dem Doktorgrad ab. Seine Dissertation Die Namengebung in Ifflands Dramen beschäftigte sich mit den Theaterstücken des deutschen Dramatikers August Wilhelm Iffland. Ab 1909 publizierte er Lyrik und Feuilletonbeiträge in Kulturzeitschriften, darunter Der Brenner und Der Merker. Seine geistigen Interessen entwickelte er u. a. im engeren Freundeskreis des Philosophen Ferdinand Ebner, über den er später selbst schrieb. Räuscher beschäftigte sich zudem intensiv mit Richard Wagner und Karl Kraus.
Nach dem Ausbruch des Ersten Weltkriegs 1914 wurde Räuscher Soldat, er meldete sich freiwillig und diente in einem deutschen Truppenteil der österreichischen Armee. Er kehrte als Offizier aus dem Krieg zurück. 1920 wurde er in Berlin ansässig. Am 10. Dezember 1921 heiratete er in Wien Risa Morberger (* 5. Oktober 1886 in Wien; † 1942 vermutlich bei Belzec). Er war katholisch, sie jüdisch.

### Zeitungs- und Agenturjournalist in Berlin
Räuscher, der wohl kein Volontariat absolviert hatte, fand als Seiteneinsteiger zunächst Beschäftigung bei der liberalen Tageszeitung Berliner Börsen-Courier, bei der Börsen-Zeitung und der Tageszeitung der Zentrumspartei Germania. Er veröffentlichte auch Beiträge in der Weltbühne. Räuscher wurde schließlich 1921 Redakteur beim Dammert-Verlag, einer Gruppe von Pressediensten (Korrespondenzen), die die zum Hugenberg-Konzern gehörige Telegraphen-Union (TU) im März 1921 von Unternehmensgründer Rudolf Dammert gekauft hatte. Die Dammert-Dienste fächerten sich politisch nach unterschiedlichen Richtungen auf, es gab parteiferne, liberale als auch konservativ gefärbte Dienste. Zunächst wurden republikanisch–liberal gesinnte Redakteure weiterbeschäftigt. Als die TU auf Hugenbergs Betreiben einen scharfen Rechtskurs zugunsten der DNVP fuhr, verließ im Winter 1924/25 eine Reihe bekannter Journalisten die Redaktionen. Dazu gehörte auch Räuscher, der unter dem Dammert-Dach Chefredakteur der nominell parteipolitisch neutralen, für die Presse des Typs Generalanzeiger gestalteten Ausgabe „B“ des Berliner Dienstes gewesen war. Die politisch begründeten Kündigungen wurden in der Fach- und Meinungspresse kontrovers diskutiert. Sie ließen die Kritik an der Expansion des Hugenberg-Konzerns und das Fehlen einer politisch unabhängigen Nachrichtenagentur neben der TU und dem „offiziösen“ Wolffs Telegraphischem Bureau (WTB) prominent hervortreten. Räuscher selbst beteiligte sich an den Debatten, und er vertrat fortan dezidiert die Forderung nach politischer Unabhängigkeit im Nachrichtengeschäft.
Nachdem der frühere Regierungssprecher Carl Spiecker (Zentrumspartei) im Mai 1925 die dezidiert parteipolitisch neutrale Presseagentur Reichsdienst der deutschen Presse (Deutsche Nachrichten- und Korrespondenz-Gesellschaft mbH) in Berlin gegründet hatte, holte er Räuscher in die neue Redaktion. Von Juli bis November 1925 zeichnete Räuscher als für Politik und Feuilleton verantwortlicher Chefredakteur. Es kam zu Konflikten, man trennte sich. Räuscher ging zu seinem früheren Arbeitgeber Berliner Börsen-Courier zurück. Er blieb dort von Januar bis November 1926.

### Rundfunk
Im Frühjahr 1926 begann der Aufsichtsrat der Drahtloser Dienst AG (Dradag), der Nachrichtenzentrale des 1923 gegründeten und 1926 reorganisierten staatlichen Rundfunks, die politisch brisante Suche nach einem Chefredakteur. Räuscher bewarb sich als einer von neun Kandidaten. Er galt als Mann des linken Zentrumsflügels und persönlicher Freund des früheren Reichskanzler Joseph Wirth (Zentrum), wurde aber vom preußischen Ministerpräsident Otto Braun (SPD) vorgeschlagen. Ein mehrmonatiger, intrigenreicher Machtkampf begann. Es gab Widerstand gegen Räuschers Qualifikation und österreichische Staatsbürgerschaft (er ließ sich im August 1926 einbürgern). Am 14. Oktober 1926 wurde er an die Spitze der Dradag berufen. Er trat den Dienst am 1. Dezember 1926 an. Er blieb dort Chefredakteur, bis er am 30. September 1932 entlassen wurde.

#### Das Verhältnis von Rundfunk und Presse
Räuscher war nicht nur Redaktionsmanager und Journalist, er profilierte sich auch als Mitwirkender in Medienpolitik und Berufspolitik. Er veröffentlichte eine größere Anzahl von Fachbeiträgen in einschlägigen Zeitschriften wie Deutsche Presse, Die Sendung, Funk, Rufer und Hörer, Funk-Stunde, Funk-Express, Der Deutsche Rundfunk sowie dem Rundfunkjahrbuch. Er ergänzte die veröffentlichten Dradag-Jahresberichte durch längere persönliche Ergänzungen. Außerdem trat er als Vortragender vielfach auf Verbandsveranstaltungen und Fachmessen auf, um sich dem Dialog mit Berufskollegen zu stellen und eigene Positionen zu vertreten.
Ein Kernkonflikt bei Einführung des Rundfunks war die neuartige Konkurrenz zwischen Zeitungen, Zeitschriften und dem neuen Medium. Räuscher beteiligte sich intensiv an der Debatte und versuchte das neuartige Bild des Rundfunkjournalismus zu formen. Er vertrat engagiert die Position, dass sich gedruckter und gesendeter Journalismus gut ergänzten. Den Zeitungen drohe vom Rundfunk keine Gefahr. Die Zeitung äußere und bilde Meinungen, der Rundfunk als solcher dürfe Meinungen nicht äußern. Die kurzen Radionachrichten reizten geradezu zur vertieften Zeitungslektüre. Der Rundfunk sei zugleich in der Lage, auch „staatsbürgerliche Interessen in bisher völlig indifferenten Köpfen“ zu wecken. Räuscher kämpfte dafür, Rundfunkjournalisten als gleichberechtigt und gleichwertig anzuerkennen. Sie seien keine „Nicht-Journalisten oder Journalisten 2. Klasse“. Der Radiokollege „stehe ganz auf gleicher Linie mit dem Nachrichtenredakteur; daß der eine für das Mikrophon, der andere für die Linotype arbeite, mache keinen Unterschied.“

#### Sprache und Stil von Hörfunknachrichten
Praktisch und intellektuell suchte Räuscher nach den Eigenarten der Tätigkeit für das neue Medium. Er arbeitete Maximen heraus, reflektierte die tägliche Erfahrung und versuchte die besten Praktiken in seiner Redaktion verbindlich umzusetzen. So gab er seinen Redaktionsmitgliedern klare Richtlinien für die sprachliche Gestaltung vor; seine „Stilregeln“ werden oft noch heute zitiert. Die meisten Mitarbeiter hatten wie er selbst kaum oder keine Funkerfahrung, sondern kamen von der Presse. Räuscher war überzeugt, dass die Radionachricht anders formuliert, redigiert und präsentiert werden müsse als die Agentur- oder Zeitungsmeldung. Er beschrieb in Fach- und Publikumszeitschriften sowie Vorträgen, darunter auch im Radio selbst, einen „Hör-Stil“ oder „akustischen Nachrichtenstil“, der fürs Ohr und nicht fürs Auge geschrieben werden sollte. Er sah, so fasst die Medienwissenschaftlerin Julia Eckel zusammen, „eine ganz eigene Text- bzw. Sprachgattung heraufdämmern“.

#### Internationale Tätigkeit
Räuscher berichtete mehrfach selbst von internationalen Konferenzen und vom Völkerbund in Genf. Als das Völkerbund-Sekretariat erwog, einen eigenen Nachrichtendienst und Radiosender zu errichten, wurde Räuscher als sachverständiger Berater nach Genf eingeladen.
Als gebürtiger Österreicher in Deutschland, beschäftigte sich Räuscher mit grenzüberschreitender Identität. Er hatte sein eigenes „großdeutsches“ Verständnis, stand aber deutschnationalistischen Anschluss-Propagandisten kritisch gegenüber. Aus Reisen ins Königreich Jugoslawien (er nannte es meist „Südslawien“) 1924/25 entstanden mehrere Aufsätze über die politische Lage des Vielvölkerstaates auf dem Balkan, wobei er sich an den geopolitischen Thesen von Ivo Pilar orientierte.
Er sympathisierte mit der Paneuropa-Bewegung und den Idealen einer europäischen Einigung, die von Politikern wie Aristide Briand verfolgt wurden, auch wenn er nicht alle Ziele und Wege für realistisch hielt.

### Nach dem Rundfunk
Der Rundfunk war in der Weimarer Republik politisch sehr umkämpft. Führende Persönlichkeiten wie Räuscher wurden von Rechtskonservativen und Extremisten wie den Nationalsozialisten angegriffen. Als Mann der Mitte und Befürworter journalistischer Unabhängigkeit galt Räuscher als Barriere für eine Rundfunkpolitik, die der nationalistischen und völkischen Propaganda verpflichtet sein sollte.
Die rechtsgerichtete Reichsregierung des Kanzlers Franz von Papen und das nach dem Staatsstreich („Preußenschlag“) von ihr beherrschte Preußen setzten massive Veränderungen im Rundfunk durch. Räuscher wurde als Chefredakteur entlassen, sein Nachfolger ab September 1932 war der Nationalsozialist Hans Fritzsche; die Dradag wurde neu aufgestellt, als Aktiengesellschaft liquidiert, in die Reichs-Rundfunk-Gesellschaft integriert und direkt dem Reichsinnenministerium unterstellt. Damit war die von Räuscher betonte politische Unabhängigkeit weitgehend außer Kraft gesetzt.
Räuscher wechselte im November 1932 als Nachrichten- und Außenpolitikredakteur zum Berliner Tageblatt, für das er schon früher gelegentlich als Gastautor gewirkt hatte. Als der liberale und jüdische Chefredakteur Theodor Wolff im März 1933 ins Ausland floh, wurde Räuscher kurzzeitig gemeinsam mit Erich Haeuber (verantwortlich für Innenpolitik) und Felix Pinner (Wirtschaft) Chefredakteur der Zeitung. Doch bereits im Juli schied Räuscher wieder aus und wechselte als BT-Korrespondent nach Paris. Er blieb auf der Position, bis er im Sommer 1936 schwer erkrankte. Er kehrte nun nach Österreich zurück.
Er starb offenbar an Nierenentzündung Harnvergiftung (Urämie) am 23. Januar 1937 im Alter von 47 Jahren in seiner Heimatstadt St. Pölten und wurde dort zwei Tage später beerdigt.
Ein Nachruf im Berliner Tageblatt würdigte Räuscher als „Berufskameraden von höchster Begabung und vorbildlicher Pflichtauffassung“ und mit „ungeheurer Energie“, der seinen Beruf als „Amt mit voller Verantwortlichkeit gegenüber Volk und Staat“ verstanden habe.

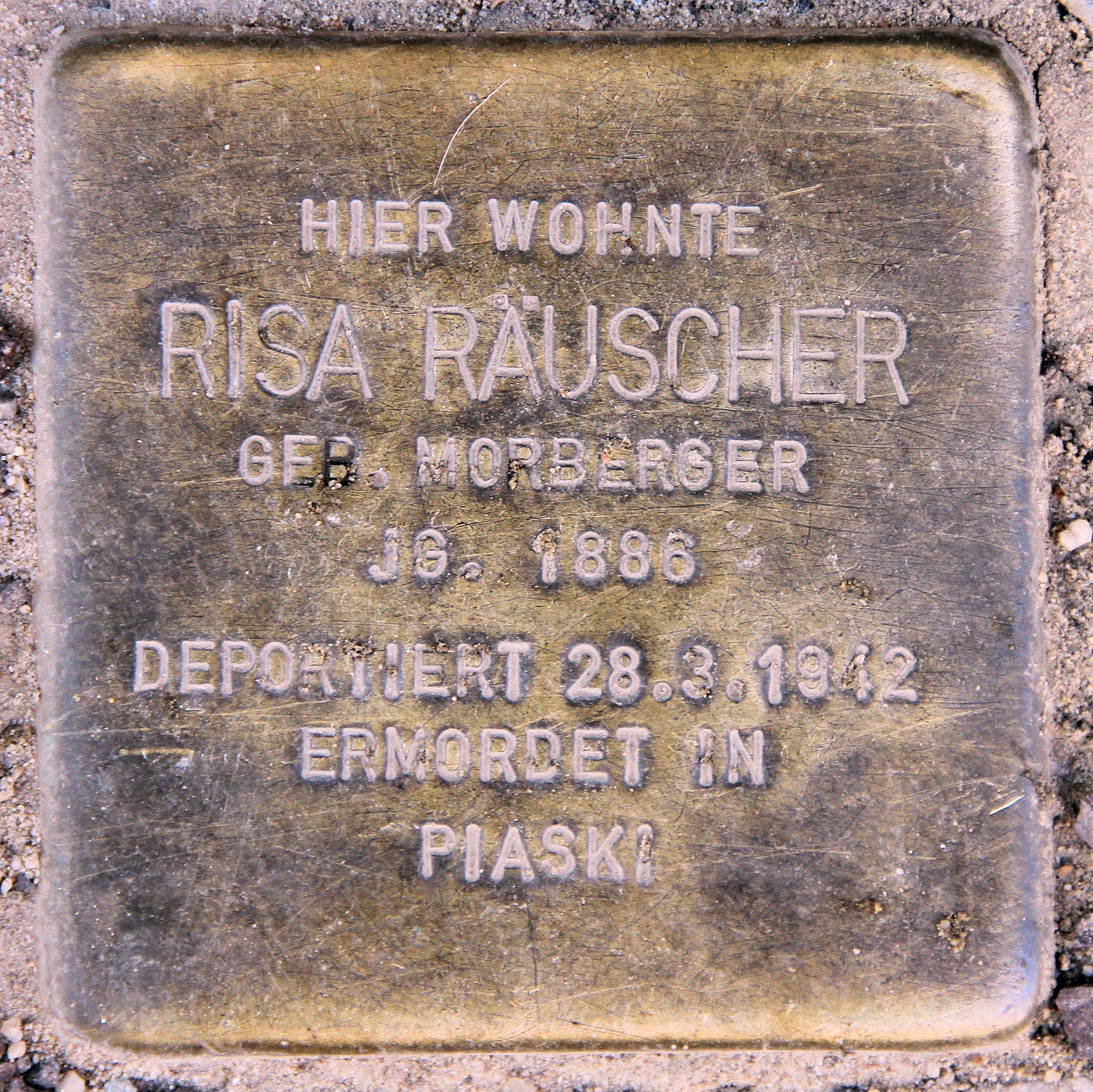
Berliner „Stolperstein“ zur Erinnerung an Räuschers Ehefrau Risa, die von den Nationalsozialisten 1942 verschleppt und getötet wurde.

Seine Witwe Risa Räuscher, geborene Morberger, lebte mit ihrer Mutter Caroline Morberger und ihrer Schwester Antonie Heimann weiter in Berlin-Charlottenburg. Die drei Frauen wurden am 28. März 1942 in das jüdische Ghetto (Lager) Piaski in der Region Lublin (Polen) verschleppt. Sie wurden vermutlich in der Nähe in Belzec ermordet. An ihrer letzten Wohnadresse, Niebuhrstraße 77, wurde am 9. Juni 2009 ein Stolperstein in das Gehwegpflaster eingelassen.

## Schriften

### Fachartikel zu Rundfunk und Nachrichten
- als Georg Antenna [Pseudonym] „Rundfunknachrichtendienst und Rundfunkjournalisten“, in: Deutsche Presse Nr. 16, 1926, S. 3–5.
- als Viator [Pseudonym], „Die Aufgaben einer Rundfunkredaktion“, in: Deutsche Presse, Nr. 25, 1926, S. 15–16.
- „Der gesprochene Nachrichtendienst“, in: Rufer und Hörer, Berlin 1927, Nr. 5, S. 33.
- „Bedeutung und Grenzen, Stil und Methode des gesprochenen Nachrichtendienstes“, in: Deutsche Presse Nr. 22/23, 28. Mai 1927, S. 34–35.
- „Der gesprochene Nachrichtendienst“, in: Funk Nr. 5, 28. Januar 1927, S. 33–34.
- „Gefahr im Lande. Rundfunk-Nachrichten und Presse“, in: Deutsche Presse Nr. 53, 1928, S. 605–606.
- als Radiator [Pseudonym], „Der Rundfunk als Schrittmacher der Presse“, in: Deutsche Presse Nr. 23, 1929, S. 356–357.
- „Der Nachrichtendienst des Rundfunks“, in: Der Deutsche Rundfunk Nr. 27, 29. Juni 1928, S. 1773–1774.
- „Hör-Stil“, in: Deutsche Presse 18. Jg., Nr. 23, 2. Juni 1928 [Ausgabe zur Pressa Köln], S. 284–285. Volltext HathiTrust
- „Hör-Stil“, in: Funk die Wochenschrift des Funkwesens 5. Jg., Heft 29, S. 215–216 Volltext HathiTrust
- „Die Nachricht im Rundfunk“, in: Die Sendung Nr. 33, 10. August 1928.
- „Die Rundfunknachricht als neue journalistische Aufgabe“, in: Rundfunkjahrbuch 1929, S. 316–327. Volltext HathiTrust
- als Radiator [Pseudonym] „Der Rundfunk als Schrittmacher der Presse“, in: Deutsche Presse Nr. 23, 1929, S. 356–357.
- „Rundfunk und Presse“, in: Deutsche Presse Nr. 26, 19. Jg., 29. Juni 1929, S. 471–473 Volltext HathiTrust
- „Wie sage ich‘s meinem Hörer? Stilregeln für Rundfunknachrichten“, in: Die Sendung Nr. 51, 1929, S. 843–844.
- als Rudolf Jantzen [Pseudonym] „Natur und Zensur des Rundfunk“, in: Berliner Börsen-Courier 27. Juni 1929
- Anonym. „Aktualisierung der Presse-Nachrichten des Rundfunks“, in: Funk-Express 22. August 1929
- „Das unsichtbare Manuskript im Nachrichtendienst“, in: Funk Nr. 44, 1. November 1929.
- „Wie sage ich's meinem Hörer?“, in: Die Sendung Nr. 51, 20. Dezember 1929.
- „Rundfunk und Presse : zur Stellung der Rundfunk-Redakteure“, in: Deutsche Presse Nr. 23, 1929, S. 308–310. Volltext HathiTrust
- „Staat und Rundfunk“, in: Die Sendung Nr. 2, 10. Januar 1930.
- „Politische Rundfunk-Erfahrungen“, in: Die Sendung Nr. 20, 1930, S. 323–324.
- „Geschriebener Klang. Etwas vom Nachrichtenstil des Rundfunks“, in: Funk-Stunde, Nr. 2, 1930, S. 60.
- als Dr. H. Sehann [Pseudonym], „Falsche Front“, in: Deutsche Presse 15. Februar 1930.
- „Staat und Rundfunk“, in: Die Sendung, Nr. 2, 1930, S. 22–23.
- „Theorie und Praxis der Objektivität“, in: Die Sendung, Nr. 45, 1930, S. 718–719.
- „Der Hörstil“, in: Deutsche Presse Nr. 34, 1930, S. 453–455.
- Anonym, „Rundfunk-Nachricht – kein Strandgut“, in: Die Sendung 30. Mai 1930.
- „Rundfunk und Presse – ein Gespräch“, in: Die Sendung 15. Juli 1930.
- Anonym, „Der Journalist im Rundfunk“, in: Deutsche Presse 23. August 1930.
- „Reichstag und Rundfunk“, in: Die Sendung 10. Oktober 1930.
- „Der Rundfunk als Nachrichtenmittel in Krisenzeiten“, in: Deutsche Presse, Nr. 34, 1931, S. 484–485.
- „Der Hör-Stil der Dradag“, in: Rufer und Hörer, Nr. 2, 1932/33, S. 76–82.

### Politische Beiträge
- „Echtes und falsches Großdeutschtum“, in: Hochland Monatsschrift für alle Gebiete des Wissens, der Literatur und Kunst 21. Jg., Nr. 2, April 1924. S. 113–119 [Volltext Schlesische Digitale Bibliothek]
- „Deutschland und Österreich“, in: Hochland Monatsschrift für alle Gebiete des Wissens, der Literatur und Kunst 26. Jg., Heft 1, März 1928, 1–26 Volltext HathiTrust und 1929 01-01-0001.pdf Volltext Schlesische Digitale Bibliothek
- „Paneuropa und Anschlußfrage“, in: Hochland Monatsschrift für alle Gebiete des Wissens, der Literatur und Kunst 26. Jg., Heft 3, Dezember 1928, S. 296–299 Volltext HathiTrust
- „Reichsreform?“, in: Hochland Monatsschrift für alle Gebiete des Wissens, der Literatur und Kunst 25. Jg., Heft 6, März 1928, S. 569–585. Volltext HathiTrust
- „Ignaz Seipel und sein Werk“, in: Hochland Monatsschrift für alle Gebiete des Wissens, der Literatur und Kunst 22. Jg., Januar 1925, 376–388 Volltext HathiTrust und Schlesische Digitale Bibliothek 1925 01-04-0001.pdf Volltext-PDF
- „Dem toten Briand“, in: Hochland Monatsschrift für alle Gebiete des Wissens, der Literatur und Kunst 29. Jg., 1932, S. 181–187.
- „Die Nazis“, in: Die Weltbühne 16. Jg., Nr. 48, 25. November 1920, S. 628 Volltext HathiTrust
- „Kroatien und Slawonien“, in: Paul Herre et al. (Hrsg.): Politisches Handwörterbuch, Leipzig, K. F. Koehler, 1923, S. 1084 Volltext HathiTrust
- „‚Südslawien‘ ohne Südslawen?“, in: Berliner Tageblatt und Handels-Zeitung, 62. Jahrgang, Ausgabe B, Nr. 101, 1. März 1933, S. 1-2. Mit Erläuterungen von Caroline Hornstein Tomić abgedruckt in: Pilar : časopis za društvene i humanističke studije, 5. Jg., Nr. 9(1), 2010, S. 77–81.
- „Wachstumskrise in Südslawien“, in: Der Heimatdienst : Mitteilungen der Reichszentrale für Heimatdienst 8. Jg., Nr. 13, Juli 1928, S. 208–209. [Archive.org]

### Kultur und Lyrik
- Die Namengebung in Ifflands Dramen, Dissertation, Hochschulschrift, Universität Wien 1912 [139 Bl.] Katalogeintrag
- „Anton Bruckner“ [Biographie], in: Beiträge zur lokalen Kunstpflege in St. Pölten 1. Jg., 1909, S. 15.
- „Fidelio“ [Beethoven], Beiträge zur lokalen Kunstpflege in St. Pölten 1. Jg., 1909, S. 4.
- mit Karl Küffner: Liederspiele – Gesänge in Lebensgemeinschaften. Groß Lichterfelde, Vieweg 1910.
- „Lieder des Letzten“, in: Der Brenner Halbmonatsschrift für Kunst und Kultur 2. Jg., Heft 18, 15. Februar 1912, S. 646–647. [Archive.org]
- „Anna von Mildenburg“ [Sonett], in: Der Merker Österreichische Zeitschrift für Musik und Theater 2. Jg., Nr. 20, Juli 1911, S. 854 Volltext HathiTrust
- „Zeit und Zeitschrift“, in: Die Weltbühne 16. Jg., Nr. 36, 2. September 1920, S. 261–263. Volltext HathiTrust
- „Von Mauthner zu Ebner : Sprachkritik und Sprachwirklichkeit'“, in: Hochland 22. Jg., 7. Heft, April 1925, S. 86–94.
- „Berlin“, in: Hochland 28. Jg., 1. Bd., Nr. 281, Oktober 1930, S. 15–26.
- „Ferdinand Ebner“ [Nachruf], in: Hochland, 30. Jg., 7. Heft, April 1933, S. 86–89.